# Leucanthemopsis flaveola
Leucanthemopsis flaveola é uma espécie de planta com flor pertencente à família Asteraceae. 
A autoridade científica da espécie é (Hoffmanns. & Link) Heywood, tendo sido publicada em Anales Inst. Bot. Cavanilles 32(2): 184. 1975.

## Portugal
Trata-se de uma espécie presente no território português, nomeadamente os seguintes táxones infraespecíficos:
- Leucanthemopsis flaveola subsp. flaveola - presente em Portugal Continental. Em termos de naturalidade é endémica da Península Ibérica. Não se encontra protegida por legislação portuguesa ou da Comunidade Europeia.
- Leucanthemopsis flaveola subsp. alpestris - presente em Portugal Continental. Em termos de naturalidade é endémica da região atrás referida. Não se encontra protegida por legislação portuguesa ou da Comunidade Europeia.